# Sd.Kfz. 253
El Sd.Kfz. 253 fue un vehículo de observación semioruga alemán utilizado por observadores de artillería para acompañar a unidades de infantería mecanizada y tanques. El vehículo pertenecía a la familia Sd.Kfz. 250. Su apariencia era similar al Sd.Kfz. 250, pero la variante Sd.Kfz. 253 era completamente cerrada. Demag/Wegman fabricó 285 vehículos entre 1940 y 1941.

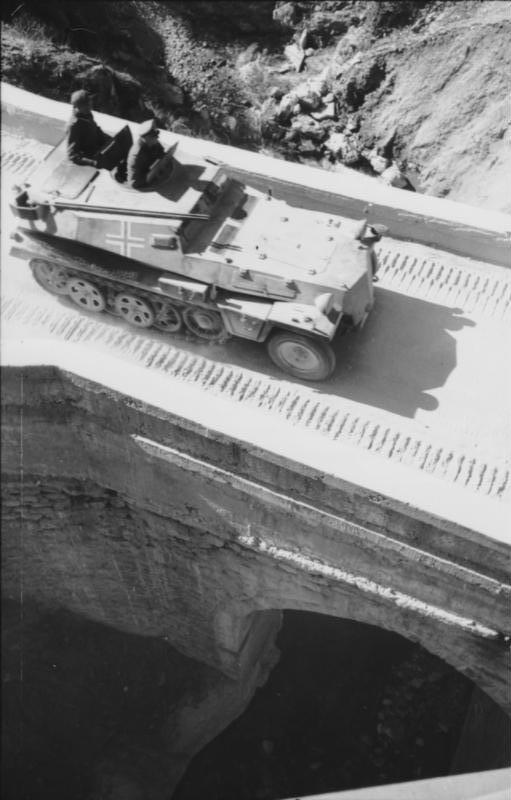
Un Sd.Kfz. 253 cruzando un puente en los Balcanes (1941)